# Piasty Wielkie
Piasty Wielkie (deutsch Groß Peisten, 1928 bis 1945 auch Peisten) ist ein Dorf in der polnischen Woiwodschaft Ermland-Masuren. Es gehört zur Landgemeinde Górowo Iławeckie (Landsberg) im Powiat Bartoszycki (Kreis Bartenstein), bis 1945 zum Kreis Preußisch Eylau in Ostpreußen.

## Geographische Lage
Piasty Wielkie liegt im Nordwesten der Woiwodschaft Ermland-Masuren, 15 Kilometer südwestlich der heute auf russischem Hoheitsgebiet gelegenen früheren Kreisstadt Preußisch Eylau (russisch Bagrationowsk) bzw. 19 Kilometer westlich der jetzigen Kreismetropole Bartoszyce (deutsch Bartenstein).

## Geschichte

### Groß Peisten

#### Ortsgeschichte
Das seinerzeitige Große Paistio genannte Gutsdorf wurde 1414 gegründet und hieß nach 1414 Groß Pehesten, um 1785 Groß Pehsten und um 1804 Groß Peisten.
Am 7. Mai 1874 wurde Groß Peisten Amtsdorf und damit namensgebend für einen Amtsbezirk im ostpreußischen Kreis Preußisch Eylau, Regierungsbezirk Königsberg. Am 2. Juni 1909 wurde aus dem benachbarten Vorwerk Klein Peisten (polnisch Piasty Małe) des Gutsbezirks Groß Peisten der selbständige Gutsbezirk Klein Peisten gebildet und in den Amtsbezirk Groß Peisten eingegliedert. 187 Einwohner zählte Groß Peisten im Jahre 1910.
Am 30. September 1928 schlossen sich die Gutsbezirke Groß Peisten (ohne die Exklaven Gemarkung Grauschienen, Gemarkung Hoofe und Papperten) und Klein Peisten zur neuen Landgemeinde Peisten zusammen. Gleichzeitig wurden die Gemarkung Grauschienen in die Landgemeinde Grauschienen, die Gemarkung Hoofe in die Landgemeinde Hoofe und die Exklave Papperten in die Landgemeinde Papperten (Amtsbezirk Glandau) eingegliedert.
Im Jahre 1945 kam der Ortsteil Groß Peisten der Landgemeinde Peisten mit dem gesamten südlichen Ostpreußen in Kriegsfolge zu Polen und erhielt die polnische Namensform „Piasty Wielkie“. Das Dorf wurde wieder verselbständigt und zählte im Jahre 2021 271 Einwohner.

#### Amtsbezirk Groß Peisten (1874–1945)
In den Amtsbezirk Groß Peisten waren bei seiner Errichtung im Jahre 1874 drei Orte eingegliedert. Der Amtsbezirk bestand bis 1945. Zuletzt wurde er wieder aus drei Orten gebildet:
| Deutscher Name                | Polnischer Name | Anmerkungen                                    |
| ----------------------------- | --------------- | ---------------------------------------------- |
| Grauschienen                  | Gruszyny        |                                                |
| Groß Peisten ab 1928: Peisten | Piasty Wielkie  | 1928 in die Landgemeinde Peisten eingegliedert |
| Grünwalde                     | Zielenica       |                                                |
| ab 1909: Klein Peisten        | Piasty Małe     | 1928 in die Landgemeinde Peisten eingegliedert |

### Peisten
Die Landgemeinde – ab 1938: Gemeinde – Peisten wurde am 30. September 1928 gebildet und bestand bis 1945. Zu ihr schlossen sich die beiden Gutsbezirke Groß~ und Klein Peisten zusammen. Gemeindesitz war die Ortschaft Groß Peisten. Peisten gehörte zum Amtsbezirk Groß Peisten im ostpreußischen Kreis Preußisch Eylau. Die Einwohnerzahl Peistens belief sich 1933 auf 291 uns 1939 auf 247.
Mit der Abtretung Südostpreußens an Polen im Jahre 1945 wurden die beiden Ortsteile wieder getrennt und als Piasty Wielkie bzw. Piasty Małe Ortschaften der Gmina Górowo Iławeckie (Landgemeinde Landsberg) im Powiat Bartoszycki (Kreis Bartenstein), von 1975 bis 1998 der Woiwodschaft Olsztyn, seither der Woiwodschaft Ermland-Masuren zugehörig.

## Religion

### Kirchengebäude
Die evangelische Kirche in Groß Peisten war ein 1615 bis 1618 errichteter Bau und die einzige Gutskirche im Kreis Preußisch Eylau. Sie war aus einer Gutskapelle der Familie von Kreytzen hervorgegangen – einer der bedeutendsten Adelsfamilien in Ostpreußen.
Bei dem Gotteshaus in Groß Peisten handelte s sich um einen achteckigen, langgestreckten Bau aus Mischmauerwerk mit einem hölzernen Dachreiter.
Das Innere der Kirche war – für Ostpreußen eine Besonderheit – im Stil des Spätbarocks gehalten. Den Raum überspannte eine bemalte flache Stuckdecke. Die Ausstattung mit Altar, Kanzel, Beichtstuhl, Gutsgestühl und Taufengel entstand in einheitlichem Stil zwischen 1720 und 1730. Künstlerisch wertvoll war auch ein Epitaph des Adalbert von Kreytzen († 1612) und ein Grabstein des Wolf von Kreytzen († 1672). Ein bemerkenswerter architektonischer Zusammenhang bestand zwischen den Doppelemporen und der Doppelorgel.
Es wird berichtet, dass die Kirche nach 1945 nur noch eine Ruine war und später abgebrochen wurde und heute nicht mehr existiert.

### Kirchengemeinde
Bis 1615 war Groß Peisten ein Kirchspielort zu Hanshagen (polnisch Janikowo), bis die Kirche erbaut und Groß Peisten als Kirchengemeinde verselbständigt wurde. Der Ort wurde Pfarrsitz, und die Kirchengemeinden von Hanshagen und Groß Peisten wurden vereinigt. Sie gehörten vor 1945 zum Superintendenturbezirk Landsberg (polnisch Górowo Iławeckie) des Kirchenkreises Preußisch Eylau (heute russisch Bagrationowsk) in der Kirchenprovinz Ostpreußen der Kirche der Altpreußischen Union. 1925 zählte der Sprengel Groß Peisten der vereinigten Kirchengemeinden 881 Gemeindeglieder (von insgesamt 1220). Das Kirchenpatronat oblag dem Rittergutsbesitzer Groß Peistens, zuletzt: Wilhelm Strüvy. Zum Kirchspiel des Pfarrorts Groß Peisten gehörten neben Groß Peisten die Ortschaften Grauschienen, Hoofe und Ludwigshof. Flucht und Vertreibung der einheimischen Bevölkerung beendeten die Existenz einer evangelischen Gemeinde in dem dann Piasty Wielkie genannten Ort.

### Pfarrer
Bis 1945 amtierten an der Kirche zu Groß Peisten als evangelische Pfarrer:
- Valentin Damerau, 1610–1616
- Georg Treptau, 1616–1656(?)
- Joh. Christ. Greutsch
- Johann Georg Stempelius, 1656–1682
- Bernhard Reymann, 1682–1704
- Vladisl. Heinr. Gensichen, 1704–1711
- David Duderstadt, 1711–1735
- Johann Friedrich Brandt, 1726–1746
- Christian Reinh. Petrecius, 1747–1757
- Johann Friedrich Brandt, 1757–1763
- Conrad Gottfr. Friederici, 1763–1780
- Carl Friedrich Kriese, 1780–1803
- Johann Carl Christian Kriese, 1804–1812
- Christian Alb. Fr. Böhmer, 1812–1827
- Friedrich Gustav Schultz, 1827–1842
- Louis Alexander Meyer, 1842–1880
- Gustav Adolf Paul Strehl, 1880–1912
- Hans Boretius, 1913–1916
- Bruno Hasford, 1917–1930
- Bernhard Kreutzberger, 1931–1937
- Christoph Beermann, 1937–1939
- Bruno Podlasly, 1939–1945

### Kirchenbücher
Von den Kirchenbüchern der Pfarrei Groß Peisten/Hanshagen sind erhalten und werden im Evangelischen Zentralarchiv (EZA) in Berlin-Kreuzberg aufbewahrt:
Taufen: 1775 bis 1944, Trauungen 1775 bis 1934, Begräbnisse 1775 bis 1945.

## Verkehr
Piasty Wielkie liegt an der Woiwodschaftsstraße 512, die von Pieniężno (Mehlsack) über Górowo Iławeckie (Landsberg) und Bartoszyce (Bartenstein) bis nach Szczurkowo (Schönbuch) an der jetzigen polnisch-russischen Staatsgrenze führt und vor 1945 weiter bis nach Friedland (Ostpreußen) (russische Prawdinsk) verlief.
Ein Bahnanschluss besteht heute nicht mehr. Bis 1945 war die Stadt Landsberg die nächste Bahnstation.

## Persönlichkeiten

### Aus dem Ort gebürtig
- Wolf von Kreytzen (* 8. Oktober 1598 in Groß Peisten), Obermarschall im Herzogtum Preußen († 1672)
- Christoph Albrecht von Kanitz (* 14. Juli 1653 in Groß Peisten), preußischer Generalmajor († 1711)
- Theophil Ernst Kriese (* 4. Februar 1785 in Groß Peisten), deutscher Pädagoge († 1848)

### Mit dem Ort verbunden
- Wilhelm Strüvy (1886–1962), deutscher Offizier, Landwirt und Agrarpolitiker, 1909 bis 1945: letzter Rittergutsbesitzer auf Groß Peisten